# Đội Thiếu sinh quân Mafeking

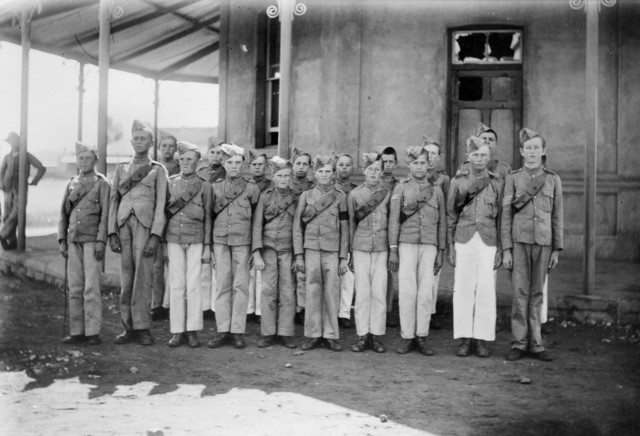
Các thiếu sinh quân Mafeking cùng với đội trưởng của họ là Thượng sĩ Warner Goodyear đứng bên phải.

Đội Thiếu sinh quân Mafeking (Mafeking Cadet Corps) là một nhóm nam thiếu sinh quân trong Cuộc Bao vây Mafeking tại Nam Phi. Họ đôi khi được xem như là những người tiên phong của Hướng đạo sinh vì họ là một trong những nguồn cảm hứng của Robert Baden-Powell trong việc thành lập ra phong trào Hướng đạo năm 1907.
Cuộc Bao vây Mafeking diễn ra trong 217 ngày của Đệ nhị Chiến tranh Boer năm 1899-1900. Robert Baden-Powell là đại tá quân đội Anh có nhiệm vụ bảo vệ thị trấn. Vì thiếu nhân lực trong thị trấn nên các trẻ em nam được tận dụng để hỗ trợ quân đội, mang thư và thông tin liên lạc, và giúp việc trong bệnh viện. Những việc làm của họ đã giúp các binh sĩ rảnh tay hơn để thi hành nhiệm vụ quân sự, và cũng giúp các cậu bé luôn bận rộn trong cuộc bao vây.
Các thiếu sinh quân gồm có những cậu bé da trắng tình nguyện dưới tuổi chiến đấu. Đội trưởng của họ là Warner Goodyear 13 tuổi, người trở thành thượng sĩ của họ. Họ được phân phát đồng phục khaki, một mũ rộng vành mà họ đội với một bên nhếch lên trên, và một mũ nồi. Người dân thị trấn thường khen họ là thông minh.

## Nhiệm vụ của các thiếu sinh quân
Một trong các nhiệm vụ của thiếu sinh quân là mang tin tức quanh thị trấn và các tiền đồn bên ngoài, đôi khi xa hơn một dặm ngang một vùng đất trống. Lúc đầu họ dùng lừa nhưng khi cuộc bao vây tiếp diễn kéo dài, lương thực cạn kiện thì những con lừa bị đưa vào nhà bếp. Từ đó trở đi, các thiếu sinh quân dùng xe đạp.
Một nhiệm vụ quan trọng khác nữa là canh chừng, phần nhiều là cảnh báo người dân thị trấn khi súng của quân Boer nhắm vào đâu và bắn vào khu vực nào của thị trấn.
Thị trấn phát hành tem bưu điện riêng của mình được biết như là "Mafeking Blues" để dùng cho thư tín trong cuộc bao vây. Các con tem đầu tiên có hình Baden-Powell, theo sau là một con tem có hình đội trưởng thiếu sinh quân Warner Goodyear ngồi trên xe đạp  Lưu trữ ngày 30 tháng 6 năm 2007 tại Wayback Machine. Các con tem Mafeking thì khác thường so với những con tem của Đế quốc Anh vì nó không có hình của hoàng gia.
Frankie Brown, một bé trai 9 tuổi bị tử thương vì một quả đạn pháo rơi trúng trong cuộc bao vây và đôi khi được cho là một thương vong của đội thiếu sinh quân mặc dù cậu bé không thể nào là một thiếu sinh quân. Các thiếu sinh quân trẻ tuổi nhất trong danh sách có tuổi là 11.
Cuối cuộc bao vây, 38 thiếu sinh quân được trao tặng một vạch Bảo vệ Mafeking trên Huân chương Nam Phi của Nữ hoàng.

## Hướng đạo sinh đầu tiên?
Baden-Powell bị cảm kích bởi các thiếu sinh quân và dùng họ như một thí dụ về lòng can đảm trong "Chuyện kể dưới lửa trại số 1" trong chương mở đầu của Hướng đạo cho nam, một sách chỉ nam Hướng đạo đầu tiên được xuất bản năm 1908. Ông kể lại cuộc nói chuyện sau đây với một trong số các thiếu sinh quân: 
Có một lần tôi nói với một trong các cậu bé khi cậu ta vừa vượt qua một hỏa lực lớn: 'Cậu sẽ bị trúng đạn một trong các ngày cởi xe đạp như thế này khi đạn pháo bay quanh'. Và cậu bé trả lời 'Tôi đạp xe rất nhanh, thưa ngài, đạn pháo sẽ không thể đuổi kịp tôi'.
Đôi khi các Thiếu sinh quân Mafeking được gọi là Nam Hướng đạo đầu tiên mặc dù theo nghĩa thật sự thì họ không phải là Hướng đạo sinh vì họ không có tuyên thệ Lời hứa Hướng đạo. Hướng đạo được khai sinh sau này vào năm 1907 tại Đảo Brownsea ở Anh.